# Joel Zwick
Joel Zwick (n. 11 de enero de 1942) es un director estadounidense de teatro, cine y televisión. Entre sus trabajos más destacados se encuentra la dirección de las series televisivas Perfect Strangers, Full House, Family Matters, así como de las películas My Big Fat Greek Wedding, Second Sigh y Fat Albert.
Nacido en Brooklyn, Nueva York, fue educado en Brooklyn College. Se estima que ha estado a cargo de la dirección de 527 episodios de series y alrededor de veintiún episodios pilotos, que han logrado situarse entre las series semanales más exitosas de los Estados Unidos.

## Televisión
- Bustin' Loose (1977)
- Insight (1978)
- Mork & Mindy (1978)
- Makin' It (1979)
- Goodtime Girls (1980)
- Laverne & Shirley (1978–1980)
- It's a Living (1980–1981)
- Bosom Buddies (1980–1982)
- Joanie Loves Chachi (1982)
- The New Odd Couple (1982)
- Brothers (1984–1985)
- Webster (1983–1986)
- Perfect Strangers (1986–1992)
- On Our Own (1994)
- The Wayans Bros. (1995)
- Full House (1987–1995)
- Kirk (1995)
- The Parent 'Hood (1995)
- Step by Step (1992–1996)
- Hangin' with Mr. Cooper (1992–1997)
- Meego (1997)
- Family Matters (1989–1998)
- The Jamie Foxx Show (1998)
- The Love Boat: The Next Wave (1999)
- Two of a Kind (1999)
- Two and a Half Men (2008)
- The Suite Life on Deck (2010–2011)
- Pair of Kings (2010-2011)
- Good Luck Charlie (2010–2011)
- Shake It Up (2010–2011)
- I'm in the Band (2010–2011)

## Filmografía
- Second Sight (1988)
- My Big Fat Greek Wedding (2002)
- Elvis Has Left the Building (2004)
- Fat Albert (2004)

## Broadway
- Dance with Me (musical), 1975
- Esther (Promenade Theater)
- George Gershwin, Alone (One Man Show), Helen Hayes Theater 2001
- Back From Broadway, Benefit concert Lincoln Center, 2002

## Teatro
Miembro fundador de la  "La MaMa, E.T.C." 
Actuó en la producción original de
Dirigió las siguientes obras de teatro:
- "Dance With Me" (Tony Nomination)
- "Shenandoah" (Broadway national tour)
- "Oklahoma" (National tour)
- "Cold Storage" (American Place Theater)
- "Esther" (Promenade Theater, NY)
- "Merry-Go-Round" (Chicago and Las Vegas)
- "Last Chance Saloon" (West End, London)
- "Woycek" (West End, London)
- "Carry A. Nation" (Triangle Theater)
- "George Gershwin Alone" (One man show) (Los Angeles; Broadway; West End London; Ford Theater - Washington, DC; Chicago, IL; W. Palm Beach, FL; Old Globe - San Diego, CA; North Korea; etc.)
- "Back From Broadway"
- "Monsieur Chopin" (One man show)
- "Beethoven, As I Knew Him" (One man show)
- Maestro: The Art of Leonard Bernstein (One man show)

## Credenciales de enseñanza
- Yale University.
- Brooklyn College.
- Queens College, City University of New York.
- Wheaton College (Massachusetts).
- University of Southern California.